# Gran Premi de Mònaco del 1986
Resultats del Gran Premi de Mònaco de Fórmula 1 de la temporada 1986, disputat al circuit urbà de Montecarlo l'11 de maig del 1986.

## Resultats de la cursa
| Pos | No | Pilot              | Equip                    | Voltes | Temps/ Retir.         | Pos. de sort. | Punts |
| --- | -- | ------------------ | ------------------------ | ------ | --------------------- | ------------- | ----- |
| 1   | 1  | Alain Prost        | McLaren - TAG            | 78     | 1h 55' 41. 0          | 1             | 9     |
| 2   | 2  | Keke Rosberg       | McLaren - TAG            | 78     | + 25.022 s            | 9             | 6     |
| 3   | 12 | Ayrton Senna       | Lotus - Renault          | 78     | + 53.646 s            | 3             | 4     |
| 4   | 5  | Nigel Mansell      | Williams - Honda         | 78     | + 1' 11.402 min.      | 2             | 3     |
| 5   | 25 | René Arnoux        | Ligier - Renault         | 77     | + 1 Volta             | 12            | 2     |
| 6   | 26 | Jacques Laffite    | Ligier - Renault         | 77     | + 1 Volta             | 7             | 1     |
| 7   | 6  | Nelson Piquet      | Williams - Honda         | 77     | + 1 Volta             | 11            |       |
| 8   | 18 | Thierry Boutsen    | Arrows - BMW             | 75     | + 3 Voltes            | 14            |       |
| 9   | 17 | Marc Surer         | Arrows - BMW             | 75     | + 3 Voltes            | 17            |       |
| 10  | 28 | Stefan Johansson   | Ferrari                  | 75     | + 3 Voltes            | 15            |       |
| 11  | 4  | Philippe Streiff   | Tyrrell - Renault        | 74     | + 4 Voltes            | 13            |       |
| 12  | 14 | Jonathan Palmer    | Zakspeed                 | 74     | + 4 Voltes            | 19            |       |
| Ret | 3  | Martin Brundle     | Tyrrell - Renault        | 67     | Accident              | 10            |       |
| Ret | 16 | Patrick Tambay     | Lola - Ford              | 67     | Accident              | 8             |       |
| Ret | 20 | Gerhard Berger     | Benetton - BMW           | 42     | Direcció              | 5             |       |
| Ret | 7  | Riccardo Patrese   | Brabham - BMW            | 38     | Bomba del combustible | 6             |       |
| Ret | 27 | Michele Alboreto   | Ferrari                  | 38     | Turbo                 | 4             |       |
| Ret | 8  | Elio de Angelis    | Brabham - BMW            | 31     | Motor                 | 20            |       |
| Ret | 19 | Teo Fabi           | Benetton - BMW           | 17     | Frens                 | 16            |       |
| Ret | 15 | Alan Jones         | Lola - Ford              | 2      | Accident              | 18            |       |
| NVQ | 21 | Piercarlo Ghinzani | Osella - Alfa Romeo      |        |                       |               |       |
| NVQ | 11 | Johnny Dumfries    | Lotus - Renault          |        |                       |               |       |
| NVQ | 29 | Huub Rothengatter  | Zakspeed                 |        |                       |               |       |
| NVQ | 22 | Christian Danner   | Osella - Alfa Romeo      |        |                       |               |       |
| NVQ | 23 | Andrea de Cesaris  | Minardi - Motori Moderni |        |                       |               |       |

## Altres
- Pole: Alain Prost 1' 22. 627
- Volta ràpida: Alain Prost 1' 26. 607 (a la volta 51)
- Aquest va ser l'últim GP que va córrer Elio de Angelis, ja que pocs dies després, provant millores pel seu monoplaça al circuit de Paul Ricard va tenir un greu accident que li va causar la mort. Fou el 25è pilot mort en accident a la F1 (Llista).